# إيرا جوي تشيس
إيرا جوي تشيس هو سياسي أمريكي، ولد في 7 ديسمبر 1834 في مقاطعة مونرو في الولايات المتحدة، وتوفي في 11 مايو 1895 في Lubec, Maine ‏ في الولايات المتحدة. نشط حزبياً في الحزب الجمهوري. وقد انتخب حاكم إنديانا ‏ (23 نوفمبر 1891 – 9 يناير 1893) وانتخب نائب حاكم إنديانا ‏.